# Alfio Antico
Pour les articles homonymes, voir Antico.
Alfio Antico (Lentini, 22 novembre 1956) est un auteur-compositeur-interprète, musicien et acteur de théâtre italien. Il fait partie des joueurs de tammorra (it) et de tambour sur cadre les plus renommés du monde.
Il est un héritier authentique et direct de la tradition musicale populaire, reçue par sa famille, élaborée au contact de la nature et enrichie par les nombreuses expériences musicales et théâtrales, du ballet classique à la commedia dell'arte. Antico est considéré comme l'un des joueurs de tambours sur cadre qui a le plus révolutionné la technique de la tammorra avec des enrichissements de nouveaux timbres et de fioritures.
Dans les territoires musicaux dans lesquels il a approfondi sa recherche, Alfio Antico a toujours soutenu le répertoire de l'imaginaire populaire de sa terre, la Sicile. Souvent, ses performances incluent de la musique, de la poésie et de l'action sur scène. Sa musique a un son méditerranéen et est inspirée de la tradition populaire.

## Biographie
Jusqu'à l'âge de dix-huit ans, il a vécu comme berger à Lentini et, de cette manière, il a cultivé un intérêt pour la musique, en particulier pour le tambourin, dont il a construit de nombreux exemplaires dès son plus jeune âge, en travaillant les peaux tannées des moutons et en construisant le bois des cadres.
Eugenio Bennato le découvre un soir à Florence sur la Piazza della Signoria. Depuis, il a enregistré cinq disques avec Musicanova ; puis il collabore avec la compagnie de Peppe Barra et avec Tullio De Piscopo, Edoardo Bennato, Lucio Dalla, Fabrizio De André, Roberto Carnevale, Renzo Arbore et son orchestre italien. Il participe également en tant que musicien et acteur aux représentations théâtrales de Giorgio Albertazzi, Ottavia Piccolo, Maurizio Scaparro, Jérôme Savary et Roberto de Simone et avec le chorégraphe Amedeo Amodio.
En 1990, Alfio Antico enregistre son tambour dans le morceau Don Raffaè, de Fabrizio De André.
En 1995, il est l'invité d'honneur du Festival international de Sitges (Barcelone). En 1996, il joue dans Il ballo di San Vito de Vinicio Capossela. En 1998, il lance une tournée intitulée Drums in the night, née de l'union avec deux autres artistes de renommée internationale : Roberto Fiorilli et Medì.
En 2004, il participe au disque Anima Antica du groupe des Lautari et constitue le Trio Alfio Antico, avec Amedeo Ronga, contrebassiste, désormais partenaire musical depuis dix ans, et Alessandro Moretti, accordéoniste.
En 2005, il publie le CD Viaggio in Sicilia, avec une chanson signée par le trio homonyme, Stritti stratuzzi, ainsi que de nouveaux arrangements pour Anima 'ngignusa, Fila fila et Barulè.
En 2006, Antico collabore avec le label Narciso Records de Carmen Consoli, fondé à Catane par l'autrice-compositrice-interprète de Catane. En 2007, il participe au projet Ancient Music of the New Millennium, organisé à Rome, Milan et Catane, avec Carmen Consoli, Rita Botto et les Lautari.
L'année 2008 est celle de l'« Hommage à Rosa Balistreri », un événement qui clôture l'Etnafest organisé par Carmen Consoli, auquel participent dix figures féminines de la musique italienne (dont Ornella Vanoni, Paola Turci, Marina Rei, Nada). Cette même année se termine par la mise en scène du spectacle Semu suli, semu tuttu, joué à la fois en Sicile et à Rome, à l'Auditorium Parco della Musica.
Début 2009, il participe à la dixième édition du Festival de la nouvelle chanson sicilienne, diffusée sur Antenna Sicilia, avec la chanson Tutti li cosi vannu a lu pinninu. L'année suivante, il participe à la onzième édition du même festival, amenant la chanson Di cu sugnu.
En novembre 2009, Antico joue ses rythmes pastoraux à la cathédrale d'Aoste, à l'occasion du concert commémorant le neuvième centenaire de la mort d'Anselmo d'Aosta : une suite musicale d'une durée de cinquante minutes, accompagnée des violoncelles de Giovanni Sollima et Monika Leskovar. Peu de temps après, il participe au projet « Instrument 3: cage sculpture - L'insoutenable lourdeur de l'être » mis en scène par la Compagnia Zappalà Danza.
Fin 2009, il met en scène le Leso Show sur la scène de la Salle Lomax à Catane, avec l'auteur-compositeur-interprète de Catane Fabio Abate, également de l'équipe Narciso, dans une symbiose insolite entre deux univers musicaux différents.
En janvier 2010, Antico propose en avant-première la représentation théâtrale suivante, Jurnata, telle qu'il la décrit : « Le tambour est la voix du monde, le rythme de la naissance et de la mort, de la fête et du travail : à travers l'union d'un tamis pour le grain et la peau d'un animal mort, on célèbre à nouveau le miracle de la transimssion entre le visible et l'invisible ».
En 2010, il participe, en compagnie de Peppe Voltarelli, Ramon della Bandabardò et Puccio Castrogiovanni dei Lautari, au concert du 1er mai à Rome. Pendant la saison estivale, Alfio enregistre les morceaux d'un nouvel album, le premier sous le label Narciso Records. Peu de temps après, il se consacre à l'écriture de la bande originale du film Malavoglia de Pasquale Scimeca, présenté dans la section Orizzonti à la 67e édition du Festival de Venise. Il participe également au festival Il Folk dipinto di blu dédié à Domenico Modugno, au festival Montemurro Tarantellarte et à l'Hommage à Rosa Balistreri à Catane, avec Lautari, Rita Botto et d'autres artistes.
La même année, il fait partie de la bande originale du court métrage Il volo (it) de Wim Wenders.
Parallèlement à son activité de studio, Alfio poursuit son activité live, en participant à la tournée acoustique d'été de Carmen Consoli à l'occasion de certains événements-dates, à l'Auditorium Parco della Musica de Rome, à la Villa Reale de Monza, au théâtre antique de Taormina, à Ancône et bien d'autres endroits.
Le 29 mars 2011 sort officiellement Guten Morgen, produit par Carmen Consoli et agrémenté d'un duo avec la chanteuse Fiorella Mannoia dans la chanson Cunta li jurnati. Le disque sera classé troisième au Tenco Award pour la meilleure œuvre en dialecte de 2011.
Il est mentionné dans le film français Tous les soleils de Philippe Claudel (2011), où Stefano Accorsi chante Silenziu D'Amuri. La chanson fait partie de la B.O. officielle du film.
Le 8 janvier 2016, l'album Antico, produit par Colapesce et Mario Conte, sort en version numérique.
Le 26 novembre 2019, le premier single du nouvel album sortira en mars 2020 pour Rumore Pancali cucina.
Le 27 février 2020, c'est au tour du single Pani e Cipudda, créé par Rolling Stone Italia.
Le 13 mars 2020, Trema la Terra, le sixième album studio d'Alfio Antico, sort au format CD, LP et téléchargement numérique. Pour ce disque, l'auteur-compositeur-interprète sicilien a utilisé la production artistique de Cesare Basile (it).
Le 29 mai 2020 sort la vidéo du dernier single extrait de Trema la Terra : Menza Sira.

## Discographie

### Discographie avec Musicanova
- 1979 - Brigante se more
- 1979 - Quanno turnammo a nascere (Canzoni sulle quattro stagioni di Eugenio Bennato e Carlo d'Angiò)
- 1981 - Festa festa

### Discographie solo

#### Albums studio
- 2000 - Anima 'Ngignusa (Onyx)
- 2002 - Supra Mari (Alfamusic - Rai Trade)
- 2005 - Viaggio in Sicilia (Alfamusic-Rai Trade-distr. Égée)
- 2011 - Guten Morgen (Narciso Records - Universal)
- 2016 - Antico (Origine-Believe Digital) [13]
- 2020 - Trema la Terra (Ala Bianca - Warner Music Italia)

#### Albums enlive
- 2007 - Rythmes anciens et nouveaux sons du sud de l'Italie-Les concerts du Quirinale par Radio3 - (Rai Trade)

#### Bandes sonores
- 2011 - Bande originale de Malavoglia ( Malavoglia de Pasquale Scimeca )